# Harún al-Rashid
Harún al-Rashid (en árabe: هارون الرشيد‎, Aarón el Justo; Rayy, Persia, 17 de marzo de ca. 763 o febrero de 766-Jorasán, 24 de marzo de 809; aproximadamente AH 148 –193) fue el quinto y más famoso califa de la dinastía abasí de Bagdad. Gobernó durante 23 años, desde el 14 de septiembre de 786 hasta su muerte.
En su reinado el califato abasí llegó a la cumbre de su poderío, un período de excepcional esplendor cultural, científico y económico. Por otra parte, fue muy radical en sus concepciones religiosas acerca del islam. Se le considera uno de los más grandes gobernantes musulmanes.
Harun estableció la legendaria biblioteca Bayt al-Hikma ("Casa de la Sabiduría") en Bagdad, en el actual Irak, y durante su gobierno Bagdad comenzó a florecer como centro mundial del conocimiento, la cultura y el comercio. Durante su gobierno, la familia de los barmaquíes, que desempeñó un papel decisivo en el establecimiento del califato abbasí, decayó gradualmente. En 796, trasladó su corte y gobierno a Raqqa, en la actual Siria. En el ámbito nacional, Harun siguió una política similar a la de su padre Al-Mahdi. Liberó a muchos de los  Omeyas y 'Alids que su hermano Al-Hadi había encarcelado y declaró la amnistía para todos los grupos políticos del Quraysh. Se desataron hostilidades a gran escala con  Bizancio, y bajo su mandato, el Imperio abbasí alcanzó su apogeo.
Una misión Franca llegó para ofrecerle amistad a Harun en 799. Harun envió varios regalos con los emisarios a su regreso a la corte de Carlomagno, incluido un reloj que Carlomagno y su séquito consideraron un conjuro por los sonidos que emanaba y los trucos que mostraba cada vez que pasaba una hora. Su fama y poderío fueron inmortalizados en Las mil y una noches, donde él, su esposa Zobeida y varios de sus cortesanos protagonizan numerosas historias. La vida y la corte de Harun han sido objeto de muchas otras historias, tanto reales como ficticias.

## Vida
Harún era el hijo del Al-Mahdi, tercer califa abasí que gobernó entre 775 y 785, y Al-Jayzuran, una antigua esclava del Yemen y mujer de fuerte personalidad que influyó enormemente en los reinados de su marido e hijos. 
Se desconoce la fecha exacta de su nacimiento, que podría haber tenido lugar en cualquier momento entre los años 763 y 767, aunque aparentemente lo más probable es que haya ocurrido en 766. Es seguro en cambio que tanto Harún como su hermano mayor Musa (el futuro califa Al-Hadi) nacieron en Rayy (inmediatamente al sur de la moderna Teherán), donde su padre residía como virrey de la zona oriental del califato.
Su primer acto público de relevancia fue acompañar a su padre en una peregrinación a las ciudades santas de La Meca y Medina, en el otoño de 777. Poco después, se le asignó como tutor a Yahya ibn Jálid ibn Barmak (Yahya el Barmací), un experimentado funcionario y amigo íntimo de la familia real, quien llegó a desempeñar un rol paterno en la vida de Harún.

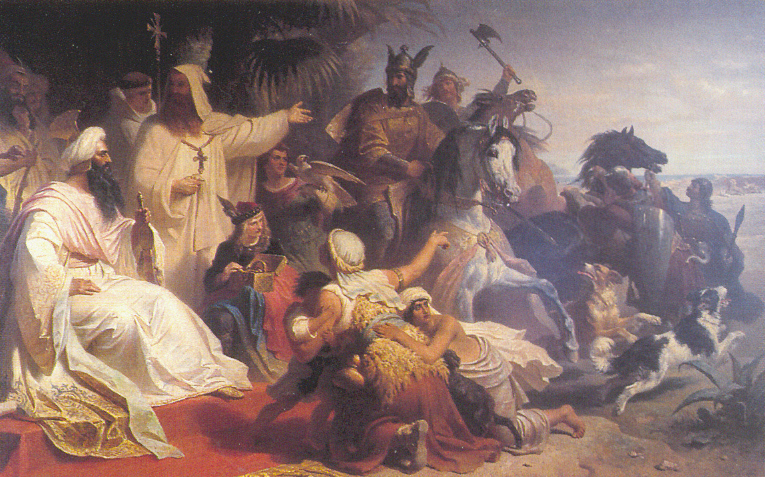
Harún al-Rashid recibiendo a una delegación de Carlomagno.

En el verano de 780, se le encargó conducir una campaña contra los bizantinos en la zona de los montes Tauro, lo que simultáneamente le brindaba una formación militar y la oportunidad de darse a conocer en el ejército. Lo acompañaron Yahya el Barmací, como administrador de las finanzas del ejército, y el chambelán Rabi ibn Yunus. Tras un sitio de 38 días, logró la rendición del castillo fronterizo de Samalu, cuya guarnición fue deportada a Bagdad (la fortaleza volvería a manos bizantinas poco después).
En 782, Harún dirigió una expedición de mayor envergadura, que derrotó al ejército bizantino y alcanzó el Bósforo. La regente Irene tuvo que comprometerse a pagar un tributo al califa durante tres años, consistente en unos 70 000 a 90 000 dinares anuales. En el 786, estableció una doble línea defensiva de fortalezas para proteger tanto las ciudades del norte de Siria como las de la Alta Mesopotamia de las incursiones bizantinas.
Harún fue influenciado fuertemente por la voluntad de su madre en el gobierno del imperio hasta la muerte de ésta en 789. Su principal ministro, el visir ya mencionado Yahya, el barmací, los hijos de este, y otros miembros de la familia barmáquida controlaron generalmente la administración. El imperio abasí empezó a desmoronarse con él y la soberanía de su reino no fue nunca reconocida por los aglabíes de Túnez como tampoco fuera reconocida por los idrisíes de Marruecos y los omeyas de España. En 797 (o, posiblemente, 801), Harún al-Rashid obsequió a Carlomagno, Rey de los Francos, con un elefante asiático llamado Abul-Abbas, un reloj y un juego de ajedrez de marfil; ya que estaba interesado, al igual que Carlomagno, en someter a los emires omeyas de Córdoba. También, la enemistad común contra los bizantinos, fue lo que acercó a Harún al contemporáneo Carlomagno. 
Además de su viaje de 777, ya siendo califa, Harún realizó ocho peregrinaciones a La Meca, en los años 787, 790, 791, 794, 796, 798, 802 y 804. Con la intención de sofocar personalmente una rebelión en la provincia oriental de Jorasán, Harún abandonó Bagdad a la cabeza de un ejército el 5 de junio de 808, acompañado por su hijo al-Mamún. A finales del año llegaron a la ciudad de Tus, en Jorasán (al noreste del moderno Irán). Allí enfermó, y encomendó a al-Mamún el continuar la expedición. Harún falleció el 24 de marzo de 809, contando con unos 43 años de edad. Fue sepultado en la casa de campo en la que se había instalado.

## Anécdotas
Muchas anécdotas se vincularon a la persona de Harun al-Rashid en los siglos posteriores a su reinado. Saadi de Shiraz incluyó varias de ellas en su Gulistán.
Al-Masudi relata varias anécdotas interesantes en Las praderas de oro que iluminan el carácter del califa. Por ejemplo, relata la alegría de Harun cuando su caballo quedó primero, seguido de cerca por el de al-Ma'mun, en una carrera que Harun celebró en Raqqa. Al-Masudi cuenta que Harun encomendó a sus poetas una tarea difícil. Cuando otros no lograron complacerle, Miskin de Medina lo hizo magníficamente bien. El poeta comenzó a relatar conmovido lo mucho que le había costado aprender aquella canción. Harun se rio y dijo que no sabía qué era más entretenido, si la canción o la historia. Recompensó al poeta.
También se cuenta que Harun pidió a Ishaq ibn Ibrahim que siguiera cantando. El músico lo hizo hasta que el califa se durmió. Entonces, extrañamente, apareció un joven apuesto, le arrebató el laúd al músico, cantó una pieza muy conmovedora (al-Masudi la cita) y se marchó. Al despertar y ser informado de ello, Harun dijo que Ishaq ibn Ibrahim había recibido una visita sobrenatural.
Poco antes de morir, se dice que Harun estaba leyendo unas líneas de Abu al-Atahiya sobre la naturaleza transitoria del poder y los placeres de este mundo, una anécdota relacionada también con otros califas.
Cada mañana, Harun donaba mil dirhams a la caridad y hacía cien postraciones al día. Harun solía mirar las nubes del cielo y decía: "¡Llueve donde quieras, pero yo cobraré el impuesto sobre la tierra!"
Harun temía por su alma en el más allá. Se dice que lloraba rápidamente cuando pensaba en Dios y leía poemas sobre la brevedad de la vida.
Poco después de convertirse en califa, Harun pidió a su sirviente que le trajera a Ibn al-Sammak, un renombrado erudito, para obtener de él sabiduría. Harun preguntó a al-Sammak qué quería decirle. Al-Sammak respondió: "Me gustaría que recordaras siempre que un día estarás solo ante tu Dios. Entonces serás enviado al Cielo o al Infierno". Aquello fue demasiado duro para el gusto de Harun, que se sintió evidentemente perturbado. Su sirviente gritó que el Príncipe de los Creyentes iría al cielo después de gobernar con justicia en la tierra. Sin embargo, al-Sammak hizo caso omiso de la interrupción, miró directamente a los ojos de Harun y le dijo que "ese día no tendrás a este hombre para defenderte"."
Un funcionario, Maan ibn Zaidah, había caído en desgracia con Harun. Cuando Harun lo vio en la corte, le dijo: "Te has hecho viejo". El anciano respondió: "Sí, oh Comandante de los Fieles a tu servicio". Harun replicó: "Pero aún te queda energía". El anciano replicó que "lo que tengo, es tuyo para que dispongas de ello como desees... y soy audaz para oponerme a tus enemigos". Harun quedó satisfecho con el encuentro y nombró al hombre gobernador de Basora para sus últimos años.
Durante el hajj, repartía grandes cantidades de dinero entre los habitantes de La Meca y Medina y entre los peregrinos pobres en ruta. Siempre llevaba consigo a varios ascetas, y cuando no podía peregrinar, enviaba dignatarios y trescientos clérigos a sus expensas.
Un día, Harun estaba visitando a un dignatario cuando quedó prendado de su hermosa esclava. Harun pidió al hombre que se la entregara. El hombre accedió, pero estaba visiblemente turbado por la pérdida. Después, Harun se arrepintió de lo que había hecho y se la devolvió.
Harun era un excelente jinete, disfrutaba de la caza (con salukis, halcones y gavilanes) y era aficionado a los ejercicios militares, como embestir muñecos con su espada. Harun fue también el primer califa abbasí que jugó y promovió el ajedrez.
Harun deseaba una esclava que era propiedad de un funcionario llamado Isa, quien se negó a entregársela a Harun, a pesar de las amenazas. Isa le explicó que había jurado (en pleno acto sexual) que si alguna vez la entregaba o la vendía, se divorciaría de su esposa, liberaría a sus esclavos y entregaría todas sus posesiones a los empobrecidos. Yusuf, juez y consejero de Harun, fue llamado para arbitrar el caso y encontrar una forma legal de que Isa mantuviera sus pertenencias aunque Harun se fuera con la chica. Yusuf decidió que si Isa daba la mitad de la muchacha a Harun y le vendía la otra mitad, no podía decirse que Isa la había regalado o vendido, cumpliendo su promesa.
Harun tenía un alma inquieta y supuestamente era propenso a recorrer las calles de Bagdad por la noche. A veces le acompañaba Ja'far ibn Yahya. Los recorridos nocturnos surgieron probablemente de una preocupación genuina y comprensiva por el bienestar de su pueblo, pues se dice que era propenso a aliviar cualquiera de sus tribulaciones y atender sus necesidades.

## Línea de tiempo
- 763: El 17 de marzo nace Hārūn, hijo del califa al-Mahdi y de la yemení al-Khayzuran. Esta fecha no es segura, ya que otras fuentes dan fechas diversas, desde 763 hasta 768. Aparte del 17 de marzo de 763, febrero de 766 es la otra fecha más probable de su nacimiento.[31]
- 780: Hārūn es el líder de las expediciones militares contra el Imperio bizantino.
- 782: Hārūn es el líder de una campaña militar contra el Imperio bizantino bajo Irene de Atenas. La deserción del general armenio Tatzates le permite llegar hasta el Bósforo. Se firma un tratado de paz en términos favorables. Harun recibe el título honorífico de ar-Rashīd, nombrado segundo en la sucesión al trono califal y nombrado también gobernador de Túnez, Egipto, Siria, Armenia y Azerbaiyán.
- 786: 14 de septiembre: El hermano de Hārūn, al-Hadi, muere en circunstancias misteriosas -se rumoreaba que su comprensiva madre al-Khayzuran era la responsable. Hārūn se convierte en el nuevo califa y nombra a Yahya el Barmakid su Gran Visir - pero al-Khayzuran ejerció mucha influencia sobre la política.
- 789: al-Khayzuran muere, dejando la mayor parte del poder efectivo en manos de Hārūn.
- 791: Hārūn emprende la guerra contra el Imperio Bizantino.
- 795: Para evitar rebeliones chiíes, Hārūn encarcela a Musa al-Kazim, el imán chií.
- 796: Hārūn traslada la residencia imperial y el gobierno de Bagdad a Raqqa.
- 799: Hārūn ordena a Sindi ibn Shahiq envenenar al VII imán chií Musa al-Kazim, causando la muerte del líder chií en prisión, cuatro años después de haber sido encarcelado por Hārūn.
- 800: Hārūn nombra a Ibrahim ibn al-Aghlab gobernador de Túnez, convirtiéndolo en un gobernante semiautónomo a cambio de sustanciosos pagos anuales.
- 802: Hārūn regala dos albinos elefantes a Carlomagno como regalo diplomático.
- 803: Yahya muere, y aún más poder efectivo pasa a manos de Hārūn.
- 805: Harun derrota al emperador Nikephoros I Logothetes en la Batalla de Krasos.
- 807: Las fuerzas de Hārūn ocupan Chipre.
- 809: Dirige 5 expediciones contra Abdurrahman Ad-Dakhil en Chipre, gana la primera batalla en el norte de Chipre.